# بنات في ورطة (فلم)
بنات في ورطة فيلم دراما مصري بطولة صلاح السعدني ، نادية رفيق ، جالا فهمي ، بثينة رشوان ، رشيدة رحموني ، سلوى خطاب ، منى عبد الغني ، إبراهيم يسري. من إنتاج سنة 1992، من إخراج أحمد السبعاوي.

## القصة
الأحداث تدور حول رجل أعمال يدعو خمس صديقات هن رباب وعبير ودينا وزيزي ونور إلى منزله للاحتفال بعيد ميلاد إحداهن .ثم يضع مخدرا لعبير ويغتصبها ويتسبب في موتها. ويصدم أخوها ويدعى كريم بما حدث لأخته إلى حد الجنون، فيقرر أن ينتقم من صديقاتها! ثم إن الصديقات يفرقهن الزمن، فقد أصبحت نور صحفية أما رباب فتمارس هواية الرسم، وتزوجت دينا من رجل ثري، وزيزي تحاول أن تشق طريقها في عالم الغناء، فيرسم كريم خططا محكمة ينجح بها في قتل ثلاث منهن إلا أنه يتم القبض عليه عندما يهم بقتل نور
وان قاتل عبير يكون على قيد الحياة

## أبطال الفيلم
| - صلاح السعدني: كريم جمال الدين - جالا فهمي: نور - سلوى خطاب: دينا - منى عبد الغني: زيزي - رشيدة رحموني: رباب - بثينة رشوان: عبير جمال الدين | - ابراهيم يسري: شريف خطيب دينا - عطية عويس: عاصم - المغتصب) - حسن حسين: السمري زوج دينا - نادية رفيق: والدة كريم و عبير - رمسيس: زوج رباب - الموجي الصغير: لنفسه | - حسين الشريف:ضابط شرطة - توفيق الكردي: شاكر - رئيس التحرير - لويس يوسف: الجنايني - نادية شمس الدين: والدة زيزي - عادل أبو الغيط: ريجيسير - رشاد فرج: الجزار |

|  |  |  |
|  |  |  |

## فريق العمل
| - هاني شنودة: موسيقى تصويرية - حسن الصيد: مؤلف أغنية (أصحاب) - حميد الشاعري: تلحين أغنية: أصحاب) - خالد البكري: تلحين أغنية: أنا بشكر الظروف - رضا أمين: مؤلف أغنية (تعي عاندي) - منى عبدالغني: غناء - صلاح الشرنوبي: تلحين أغنية: تعي عاندي - مجدي كامل: مهندس الصوت - أحمد حمدي: مسجل الحوار | - جليلة الحريري: مساعد الصوت - حسن إبراهيم: مساعد الصوت - أنور حنفي: مساعد الصوت - كميل صبحي: مساعد الصوت - أحمد السبعاوي: مخرج - ملاك أندراوس: مساعد مخرج أول - فاروق آغا: كلاكيت - أحمد حسين الشرقاوي: مساعد مخرج ثان - صلاح عبدالحليم: مدير عام المعامل | - مصر للإستوديوهات والإنتاج السينمائي (مصر للاستوديوهات): الطبع والتحميض - عادل عبدالحميد: مصحح الألوان - محمد الطباخ: مونتير - مارسيل صالح: نيجاتيف - حنان الشربيني: مركبة الفيلم - أفلام النصر (محمد حسن رمزي وشركاه): موزع داخلي - الأهرام للسينما والفيديو (إبراهيم شوقي سالم): موزع خارجي - محمد بكر: مصور فوتوغرافيا - علي بكر: مصور فوتوغرافيا | - أحمد عفيفي: ماكيير - نادية صديق: مصفف الشعر - عيسى بسطاوي: مساعد مصور - غنيم بهنسي: مدير التصوير - فيصل ندا: سيناريو وحوار - الشحري: التتر - سيد علي: ريجيسير - حمدي حسن: مدير الإنتاج - عادل حلمي: إكسسوار |